# Dorobanți (okręg Botoszany)
Dorobanți – wieś w Rumunii, w okręgu Botoszany, w gminie Nicșeni. W 2011 roku liczyła 1496 mieszkańców.